# Сражение при Краббендаме
Сражение при Краббендаме или сражение при Зейпедейке (англ. Battle of Krabbendam) — одно из сражений во время англо-русского вторжения в Голландию. Произошло 10 сентября 1799 года между британскими войсками генерала Ральфа Эберкромби и объединёнными франко-батавскими силами генерала Гийома Брюна.

## Перед сражением
Английские войска высадились в северной Голландии 27 августа 1799 года и захватили 30 августа голландский гарнизон Ден-Хелдера. Ожидая высадки остальных английских и русских войск, которые должны были присоединиться к ним, англичане укрепились на Зейпе, древнем сухом болоте, пересеченном каналами, образующими своего рода шахматную доску. Каждый канал был обрамлён большими дамбами, что делало его естественным укреплением и позволяло иметь отличные позиции.
Получив несколько подкреплений, генерал Брюн развернул дивизию под командованием французского генерала Доминика Вандама и приказал генералу Дюмонсо со своей второй батавской дивизией форсировать марш из Фрисландии. Последний достиг Алкмаара 9 сентября. Франко-батавская армия стала насчитывать около 25 000 человек по сравнению с 20 000 у британцев. Учитывая своё численное превосходство Брюн решил атаковать позиции, занимаемые Эберкромби.

## Ход сражения
Деревня Краббендам располагалась недалеко от одной из единственных подъездных дорог к польдеру Зейпе, и там Эберкромби разбил один из своих лагерей. Польдер представлял собой естественный редут, и дамбы служили валами. Первоначальный франко-батавский план состоял в том, чтобы атаковать эту точку обеими дивизиями, но поскольку войска Дандельса были вынуждены двигаться восточнее, вовремя атаковать смогла только дивизия под командованием Дюмонсо. Неблагоприятный характер местности не позволил ему полностью развернуть свои части, что вынудило войска вступить в бой поочерёдно. Генерал сумел взять Краббендам только со второй попытки, но был выбит британцами в контратаке. Видя тщетность своих усилий, в 15:00 Дюмонсо решил отступить в Шоорлдам.
Атака дивизии генерала Вандама на левом фланге также не имела успеха. Французы продвигались вдоль морской дамбы и параллельной вспомогательной дамбы возле Петтена. Во главе этих дамб Аберкромби построил шанец, который защищали две пехотные бригады. Тем не менее французским гренадерам удалось прорваться до дамбы польдера Зейпе, но кольцевой канал и здесь оказался слишком большим препятствием. Многие французские солдаты утонули, пытаясь пересечь этот глубокий водоток. Когда четыре британские канонерские лодки, маневрируя близко к берегу, начали стрелять по его флангу, Вандам отступил на исходные позиции.

## Результаты
Потери франко-батавской стороны намного превысили потери британцев: 1876 убитых и раненых против 184. Поражение не могло не отразиться на моральном духе батавских войск. Ночью ложный слух о нападении британцев вызвал панику среди войск дивизии Дандельса, и они бежали. Дополнительные союзные войска, прибывшие 12 сентября легко смогли высадиться в Ден-Хелдере. Новая армия, насчитывавшая 40 000 человек, стала иметь численное преимущество над ослабленными силами франко-батавов.